# Dharwad
Dharwad là đô thị thủ phủ của huyện Dharwad, thuộc bang Karnataka, Ấn Độ. Nó được kết hợp với thành phố Hubballi vào năm 1961 để tạo thành thành phố kép Hubballi-Dharwad. 

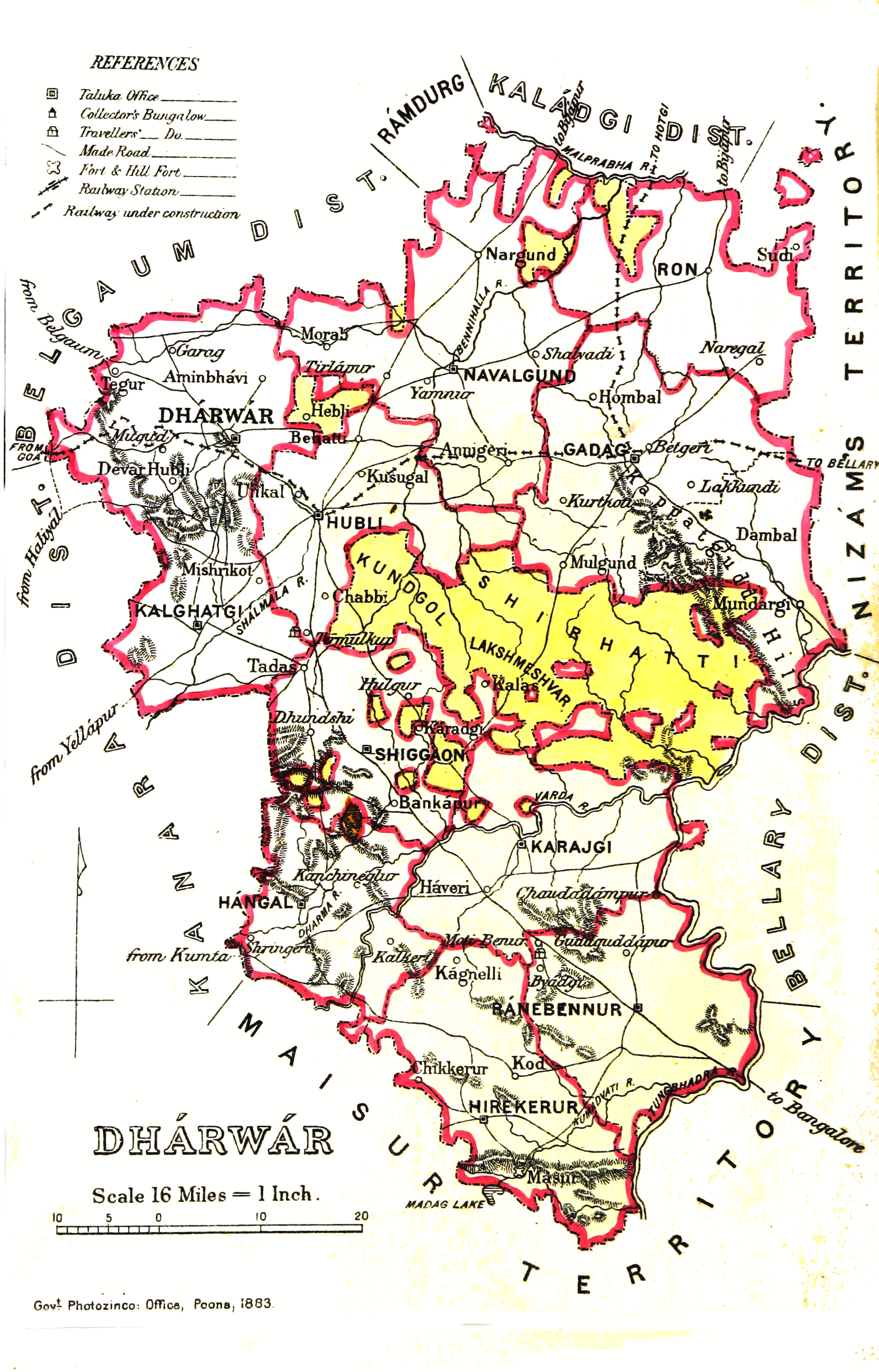
Dharwar 1855

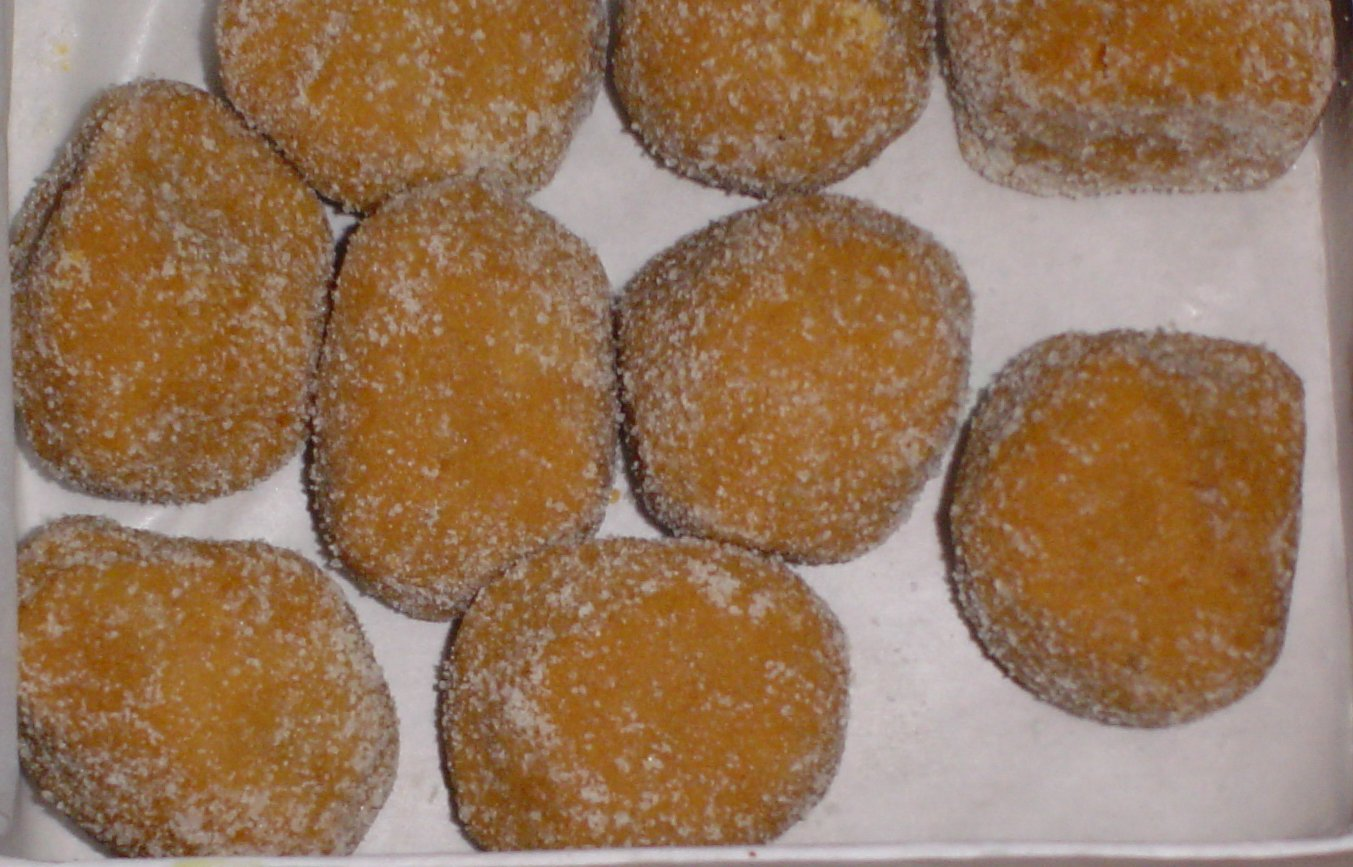
Dharwad pedha

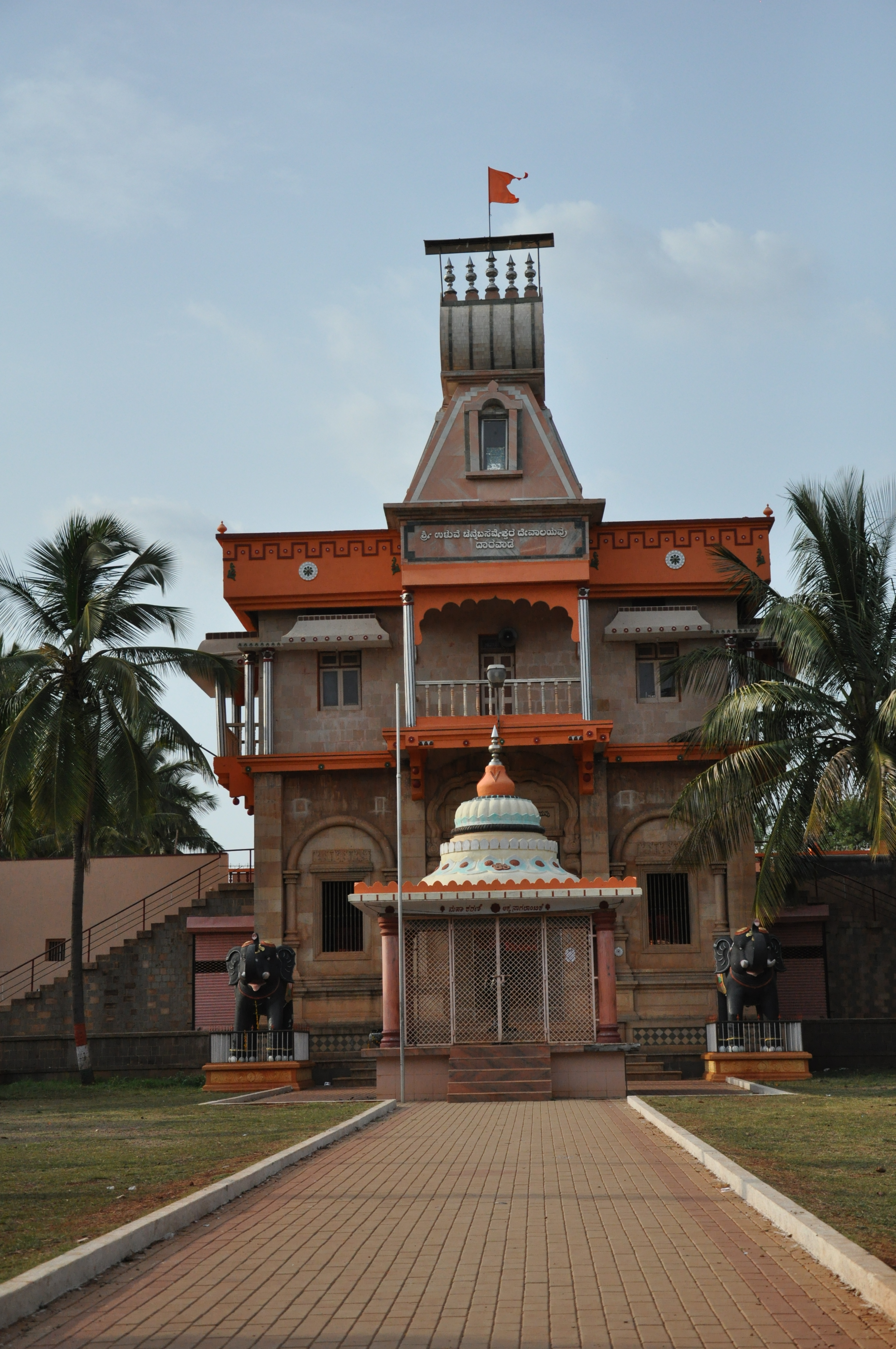
Ulavi Shree Channabasaweshwar temple at Dharwad